# Toco (compositor)
Antônio Correia do Espírito Santo,  mais conhecido como Toco (Rio de Janeiro, 1936 – Rio de Janeiro, 11 de novembro de 2006), foi um compositor brasileiro. Foi um dos maiores compositores da história da Mocidade Independente de Padre Miguel, tendo feito parte da fundação da agremiação, além de ter composto sambas de desfiles campeões do carnaval do Rio de Janeiro.

## Biografia
É nascido na comunidade da Vila Vintém, em Padre Miguel, Zona Oeste do Rio de Janeiro. Fez parte da fundação da Mocidade Independente de Padre Miguel tendo composto os dois primeiros sambas-enredo da escola: Baile das Rosas (1957) e Apoteose ao Samba (1958), este que garantiu o primeiro título da história da agremiação.
Compôs ainda sambas que são considerados como clássicos da agremiação, como Rapsódia da Saudade (1971), Mãe Menininha do Gantois (1976) e Descobrimento do Brasil (1979), o primeiro campeonato na elite do carnaval carioca.
Rapsódia da Saudade foi regravada por Alcione no álbum Almas e Corações, de 1983.
Na década de 1990, foi um dos compositores dos sambas do bicampeonato da Mocidade: Vira, virou, a Mocidade chegou (1990) e Chuê, chuá... as águas vão rolar (1991), ambos em parceria com Jorginho Medeiros e Tiãozinho da Mocidade.
Toco ainda compôs A vida que pedi a Deus para o carnaval de 2006 junto com Rafael Só e Marquinho Marino. Morreu no dia 11 de novembro desse mesmo ano, em sua casa no condomínio Riocentro, em Jacarepaguá, vítima de câncer. Antes de falecer, já havia garantido a composição de mais um enredo: O futuro no pretérito - Uma história feita à mão, tema do carnaval de 2007 da Mocidade, repetindo a parceria do ano anterior.